# Фернли, Джейкоб
Джейкоб Фернли (англ. Jacob Fearnley; род. 15 июля 2001, Эдинбург) — британский (шотландский) профессиональный теннисист. Победитель пяти турниров ATP Challenger (4 — в одиночном разряде).
Четвертьфиналист одного юниорского турнира Большого шлема в парном разряде (Уимблдон-2019); бывшая 27-я ракетка мира в юниорском рейтинге ITF (2019).

## Общая информация
Родился 15 июля 2001 года в Эдинбурге, в Шотландии, и имеет шотландское происхождение.

## Спортивная карьера
В 2023—2024 годах стал победителем четырёх турниров ATP серии «челленджер» и двух турниров ITF серии «фьючерс» в одиночном разряде.
И в 2023—2024 годах стал победителем ещё одного турнира ATP серии «челленджер» и двух турниров серии «фьючерс» в парном разряде.
В августе 2024 года стал победителем одиночного турнира категории ATP Challenger Lincoln Challenger в Линкольне (США), где он в финале победил гонконгского теннисиста Коулмена Вонга со счётом 6-4, 6-2.
На Открытом чемпионате Австралии 2025 года дошёл до 3-го круга, где уступил второму сеянному Александру Звереву в трёх сетах, который затем дошёл до финала.
На Открытом чемпионате Франции 2025 года дошёл до 3-го круга, где проиграл в трёх сетах Кэмерону Норри.